# Le Livre d'or de la science-fiction : Robert Sheckley
Le Livre d'or de la science-fiction : Robert Sheckley est une anthologie de nouvelles de science-fiction de Robert Sheckley publiée en mars 1980 en France. Les seize nouvelles, rassemblées par Michel Demuth, sont parues entre 1952 et 1965.
L'anthologie fait partie de la série francophone Le Livre d'or de la science-fiction, consacrée à de nombreux écrivains célèbres ayant écrit des œuvres de science-fiction. Elle ne correspond pas à un recueil déjà paru aux États-Unis ; il s'agit d'un recueil inédit de nouvelles, édité pour le public francophone, et en particulier les lecteurs français.
L'anthologie a été publiée en 1980 aux éditions Presses Pocket, collection Science-fiction, no 5075  (ISBN 2-266-00880-3) et 1987.
L'anthologie a été rééditée en 1990 avec pour titre Tu brûles ! aux éditions Presses Pocket, collection Le Grand Temple de la S-F, no 5075.
L'image de couverture a été réalisée par Wojtek Siudmak.

## Extraits de la préface
- Préface de Michel Demuth : « L'Homo Sheckleyens, son habitat, ses mœurs, sa nourriture principale, ses prédateurs » (p. 7 à 12).

« (…) Je me souviens d'une rubrique humoristique, que l'on qualifierait aujourd'hui de « parano » ; tel ou tel auteur y rapportait dans quelles circonstances il s'était trouvé embarrassé, offensé, humilié pour les autres… Et, très souvent, dans quelles proportions cette situation le poursuivait, le cernait, l'amenait à hurler et à se meurtrir les poings contre des portes, des hygiaphones, des panneaux de bus, des êtres inhumains… Il y avait l'homme qui devenait invisible dès qu'il esquissait le moindre signe dans un restaurant pour appeler le garçon. Celui dont la voiture tombait toujours en panne devant ses collègues de bureau. Celui qui…, etc. Le gaffeur, le souffre-douleur, le tendre crétin dont la voix ne perce jamais à travers le tonnerre de la conversation. Le chevalier catastrophe de tant de comédies américaines. L'homme à qui on la fait pas et qui est cent fois refait. Celui dans lequel nous nous reconnaissons… parfois (n'exagérons rien).

(…) Robert Sheckley (…) est un auteur de science-fiction qui, comme un Bradbury ou un Matheson, n'écrit nullement à propos de la science. (…)

(…) En utilisant une autre forme d'aberration, l'irrationalisme, vous pouvez amener votre personnage à un comportement que le lecteur juge stupide, maladroit, erroné, alors même que votre personnage considère ce comportement comme le summum du bon sens. Dans ce cas précis, le lecteur se divertit non seulement de la bizarrerie des réactions de votre personnage mais tout aussi bien de sa propre sagesse. Car il n'est pas une forme d'humour qui ne porte en elle une trace de sadisme. Les malheurs de nos amis, à condition qu'ils ne tournent pas à la catastrophe, nous divertissent. On peut considérer aussi que l'humour, lorsqu'il est suscité uniquement par un comportement irrationnel, ne demeure jamais qu'au plus bas niveau de la bouffonnerie et qu'il n'atteint sa forme supérieure, l'incongruité, que par la rencontre de l'irrationalisme le plus fou au niveau du comportement avec le plus total rationalisme dans l'intention. C'est avec ce principe dans leur baluchon que Sheckley a envoyé ses éclaireurs dans le proche avenir, pour notre très grande joie. (…)  »
— Extraits de la préface

## Liste et résumés des nouvelles

### Le Corps
- Titre original : The Body.
- Publication : Galaxy Science Fiction, janvier 1956 ; publication en France dans Galaxie n°30 (avril 1956).
- Situation dans l'ouvrage : p. 13 à 19.
- Thème : L'esprit du Pr Meyer est transféré dans le corps d'un chien…
- Liens externes :
  - Liste intégrale des publications de la nouvelle, sur iSFdb

### La Foule
- Titre original : The Mob.
- Publication : Infinity Science Fiction, juin 1956.
- Situation dans l'ouvrage : p. 20 à 25 .
- Résumé : Le Dr Needler a fabriqué un Méga-Ordinateur. Les gens de la ville ont peur de cette machine, qu'ils accusent de vouloir prendre le pouvoir et de diriger leurs vies. Ils s'attroupent en foule devant le laboratoire du professeur et hurlent leur peur, leur angoisse. Dans un discours emphatique, Needler leur explique tous les bienfaits que l'Ordinateur leur rendra, à court et à long terme. Il parvient à les convaincre ; la foule se disperse. La nouvelle se conclut sur une discussion entre Needler et l'Ordinateur, qui montre que ce dernier a totalement asservi son créateur humain et a des rêves mégalomaniaques de pouvoir, de puissance, et même de meurtre.
- Liens externes :
  - Liste intégrale des publications de la nouvelle, sur iSFdb

### Le Mode d'emploi
- Titre original : Operating Instructions
- Publication : Analog Science Fiction and Fact, mai 1953
- Situation dans l'ouvrage : p. 26 à 48
- Résumé : Pour voyager dans l'espace, on utilise des personnes dotées de pouvoirs parapsychiques. Le capitaine Powell, le navigateur Steve Danton et l'ingénieur Phil Arriglio ont un problème : Billy Walker, « leur psi », n'a pas confiance en lui-même et ne sait pas comment les aider… Puis, quand il utilise ses pouvoirs psi, on découvre qu'il a envoyé le vaisseau spatial trop loin dans l'espace, avec trop peu de carburant en soute pour regagner une base spatiale. Du coup, Walker a encore moins confiance en lui et s'accuse de la future mort de l'équipage. Comment faire face à cette situation inattendue ? Comment survivre ? Comment redonner confiance en Walker ? Le capitaine Powell, pour redonner confiance en Walker, décide de cesser d'appliquer les manuels consacrés aux psi et de considérer et traiter Walker comme un être humain doté de pouvoirs spéciaux, et non comme un « phénomène de foire ». Ce faisant, Walker reprend confiance en lui, obéit aux ordres de Powell, et le vaisseau bondit dans l'espace.
- Remarques : 
  - le thème de l'être humain capable de faire avancer un vaisseau spatial plus vite que la vitesse de la lumière se retrouve dans le nouvelle Les Spécialisés (p. 248 à 268 du même recueil)
  - le thème de l'être humain doté de pouvoirs psychiques exceptionnels et qui est considéré comme un « phénomène de foire » par ses contemporains est aussi traité dans la nouvelle Le Retour du guerrier (p. 281 à 297 du même recueil)
- Liens externes :
  - Liste intégrale des publications de la nouvelle, sur iSFdb

### La Seule Chose indispensable
- Titre original : The Necessary Thing
- Situation dans l'ouvrage : p. 49 à 64

### N'y touchez pas!
- Titre original : Hands Off
- Publication : Galaxy Science Fiction, avril 1954 ; publication en France dans Galaxie n°12 (octobre 1954)
- Situation dans l'ouvrage : p. 65 à 97
- Préface à la nouvelle (extrait) : « (…) Mais l'important, la seule chose qui compte, c'est le slow burning, la combustion lente chère à Laurel et Hardy, à Jerry Lewis. C'est un véritable plaisir pour l’esprit et le regard que d'assister à la démolition des trois Dupont victimes de la haute technologie mabogienne… »
- Résumé : Barnett, Agee et Victor sont trois astronautes qui débarquent sur une planète inconnue. Leur vaisseau spatial ayant subi des avaries, ils essaient de trouver de quoi le réparer. Ils découvrent la présence d'un vaisseau extraterrestre, et voient son possesseur avancer vers eux. Sans se poser la moindre question morale, ils décident de le tuer et de s'emparer de son vaisseau. L'extraterrestre est grièvement blessé mais parvient à s'enfuir. On apprend à cette occasion que c'est un être issu d'une civilisation très pacifique, et que les notions de violence, de vengeance et de meurtre lui répugnent profondément. Les trois hommes pénètrent dans le vaisseau spatial alien et tentent de comprendre son fonctionnement. Or ils oublient que l'extraterrestre a une constitution physique et des besoins physiologiques radicalement différents des Terriens. En tentant de mettre en marche le vaisseau alien, ils vont rencontrer plusieurs échecs notables. Quand finalement ils sont dans l'espace, les problèmes rencontrés sont tels, qu'ils sont dans l'obligation de revenir sur la planète. Pendant ce temps, l'extraterrestre a recouvré toute sa vigueur physique et intellectuelle. Quand les humains se posent sur la planète et quittent le vaisseau, l'extraterrestre s'en empare et retourne chez lui, se félicitant d'avoir eu, à l'égard des humains, un comportement parfaitement pacifique et moral. Les trois humains, pour leur part, découvrent leur vaisseau spatial totalement saccagé et partiellement inapte, pour plusieurs semaines ou plusieurs mois, au moindre voyage spatial.
- Liens externes :
  - Liste intégrale des publications de la nouvelle, sur iSFdb

### Une race de guerriers
- Titre original : Warriors Race
- Situation dans l'ouvrage : p. 98 à 113

### Tels que nous sommes
- Titre original : All the Things You Are
- Publication : Galaxy Science Fiction, juillet 1956 ; publication en France dans Galaxie n°41 (avril 1957)
- Situation dans l'ouvrage : p. 114 à 127
- Résumé : Les membres d'une expédition spatiale humaine arrivent sur une planète dont on ne sait rien et qui fait l'objet pour la première fois d'une telle visite. La planète est habitée par des humanoïdes fort doux et pacifiques, vivant à la campagne, dans des villages sympathiques. Les humains ne vont pas tarder à découvrir que leurs propres manières d'être (parler, marcher, bouger, manger…), leur haleine même, ne conviennent pas aux autochtones : quand un humain marche sur un pont, ce dernier s'écroule ; quand on fait plusieurs fois les mêmes gestes, on hypnotise les humanoïdes ; l'haleine des humains leur semble répugnante, etc.
- Liens externes :
  - Lire la nouvelle en ligne sur Galaxy-Magazine
  - Liste intégrale des publications de la nouvelle, sur iSFdb

### La Suprême récompense
- Titre original : The Victim from Space
- Publication : Galaxy Science Fiction, avril 1957 ; publication en France dans Galaxie n°44 (juillet 1957)
- Situation dans l'ouvrage : p. 128 à 150
- Résumé : Hadwell arrive sur une planète apparemment accueillante ; il choisit de se poser à proximité d'un village. Il fait connaissance avec les habitants, qui sont tous gentils et doux. Il les aide à soigner les malades, à irriguer les champs, à améliorer leurs technologies, etc. Il ignore cependant un élément essentiel de la culture de cette civilisation extraterrestre : le fait de mourir sans souffrir est une honte ; en revanche une mort subie avec souffrances est recherchée ; quand on veut récompenser quelqu'un qui a vécu et aidé son entourage, on l'égorge ou on lui écrase la tête avec une grosse pierre. Les extraterrestres, voyant Hadwell les aider, décident qu'au moment de son départ, il sera « récompensé » comme il le mérite… Hadwell va finir par se marier avec une autochtone, qui est à la fois attristée de savoir le sort réservé à son époux, mais aussi heureuse pour lui, car il va mourir comme un héros, en souffrant terriblement. On pose la question à Hadwell : veut-il obtenir la Suprême récompense ? Hadwell, se sentant honoré, accepte bien volontiers. Néanmoins, lorsqu'il aperçoit la machine à souffrance qu'on est en train d'installer, il se demande s'il a fait le bon choix. Soudain, l'un des habitants de la cité, Kataga, qui est le père de Mele et donc son beau-père, se précipite dans le vide, plongeant dans la rivière : il veut se suicider et ainsi mourir de manière noble. N'écoutant que son instinct, Hadwell se précipite à son secours : il plonge dans la rivière à sa suite, et le ramène vivant sur la berge. Les habitants sont très mécontents de constater qu'Hadwell a volé à Kataga son suicide. Plus question de récompense ! Il a fait une « chose inhumaine et terrible » en secourant son beau-père. Il est chassé du village, et Hadwell s'enfuit. Mele s'enfuit avec lui. Hadwell annonce à son épouse qu'ils vont aller sur Terre, et lui promet qu'elle aimera la planète. Les trois dernières phrases de la nouvelle sont les suivantes : « Un jour, pensa Mele, Hadwell serait lavé du péché qu'il avait commis contre son père. Il ferait une action qui le rachèterait ; peut-être aujourd'hui, peut-être demain, peut-être l'année suivante. Et alors, elle pourrait lui offrir la chose la plus précieuse qu'une femme puisse donner à celui qu'elle aime : Une Mort Atroce. »
- Liens externes :
  - Liste intégrale des publications de la nouvelle, sur iSFdb

### Fantôme V
- Titre original : Ghost V
- Publication : Galaxy Science Fiction, octobre 1954
- Situation dans l'ouvrage : p. 151 à 170
- Résumé : Arnold et Gregor viennent de créer leur petite entreprise, la société « Service de décontamination planétaire ». Leur premier client, M. Ferngraum, leur demande de « décontaminer » une planète. Celle-ci serait « hantée » : en effet, deux expéditions envoyées vers cette planète ont montré qu'elle était parfaitement viable sur le plan physique et biologique, mais que les membres des expéditions semblent avoir été attaquées par des Esprits qui les ont tués… Moyennant une importante rétribution, Arnold et Gregor acceptent le contrat. Se rendant sur la planète, ils découvrent que celle-ci est effectivement habitée par un Esprit qui s'empare des souvenirs archaïques et terrifiants des visiteurs et les matérialise concrètement, les retournant contre les explorateurs. Gregor est ainsi confronté à l'Accrocheur, personnage sadique qu'il avait imaginé dans son enfance et qu'il découvre face à lui ! Gregor est attaqué et manque de succomber, lorsqu'il se souvient par bonheur de la « formule magique » qu'il avait inventée jadis pour faire disparaître le monstre. Prononçant cette formule magique, l'Accrocheur disparaît immédiatement. Puis Gregor est attaqué par le Suiveur, autre monstre de son enfance. Pour s'en débarrasser, rien de tel que de l'asperger avec un pistolet à eau. Gregor fait fuir le monstre assez facilement. Enfin, il est rejoint physiquement par Arnold, et tous deux sont attaqués par un troisième monstre, le Grogneur. Le problème est que jadis, Gregor n'avait créé aucune arme, aucun antidote, aucune parade contre ce monstre : le Grogneur est tout simplement invulnérable ! Comment faire pour y échapper ? Ils trouvent un moyen assez inattendu : comment font les enfants pour éviter que les monstres ne les dévorent ? Ils se cachent sous les couvertures du lit, bien sûr. C'est ce que font Arnold et Gregor, sauvant ainsi leurs vies !
- Remarque : le même thème des pouvoirs psychiques qui se retournent contre les humains dans une optique de meurtre se retrouvera deux ans après dans le film Planète interdite (1956).
- Liens externes :
  - (en) Lire la nouvelle dans Galaxy Magazine
  - Liste intégrale des publications de la nouvelle, sur iSFdb

### La Fin d'un peuple
- Titre original : The Native Problem
- Publication : Galaxy Science Fiction, décembre 1956 ; publication en France dans Galaxie n°38 (janvier 1957)
- Situation dans l'ouvrage : p. 171 à 198
- Résumé : Edward Danton est un misanthrope qui souhaite aller vivre seul dans une lointaine planète. Il part donc s'installer sur une petite planète sympathique, où il est le seul humain, qu'il baptise Nouvelle Tahiti. Ses ennuis commencent quand un vaisseau spatial humain se pose sur la planète quelques années plus tard. Les membres du vaisseau spatial se trouvent être des colons très religieux, membres de la secte Le Peuple de Hutter. Arrivant sur la planète après avoir subi de graves déconvenues sur deux planètes précédemment visitées, ils entendent désormais soumettre par la force tout extraterrestre vivant sur la planète qui s'opposerait à leurs desseins d'installation. Danton, lassé de la solitude, leur fait un accueil très chaleureux. Il tombe de haut quand il constate que les colons, à commencer par leur chef Simeon Smith, le prennent pour un extraterrestre, et même l'émissaire-ambassadeur des extraterrestres de la planète à l'égard des Terriens ! Les colons pensent qu'il ne s'appelle pas Danton mais « Danta » (seule identité envisageable pour un alien) et qu'il a appris la langue anglaise par des moyens que l'on découvrira un jour ou l'autre. Danton a beau expliquer que lui aussi est un humain, qu'il est Américain et qu'il parle anglais ; il a beau détailler les connaissances historiques, artistiques ou autres qu'il a de la Terre ; peine perdue : les colons croient dur comme du fer qu'il fait partie d'un piège, voire d'un complot, extraterrestre visant à tous les assassiner ou les rejeter hors de la planète. Edward décide alors de tout faire pour éviter ces humains aux préjugés si tenaces, d'autant plus qu'il a subi une chasse à l'homme et une tentative sérieuse d'assassinat. Au cours de ses contacts avec les colons, il a sympathisé avec une jeune femme colon, Anita, dont il est tombé amoureux. Comment faire pour que les colons cessent de le pourchasser et pour épouser Anita ? Après réflexion il élabore un plan très audacieux et risqué. Prenant son courage à deux mains, il se présente devant le chef des colons et leur déclare, entrant dans le jeu de leurs convictions à son égard, qu'il est effectivement un émissaire des nombreuses tribus de la planète, et que ces dernières viennent de décider de déclarer la guerre aux colons…
- Remarques :
  - Le nom du chef des colons (Simeon Smith) rappelle le nom de Joseph Smith, fondateur du mormonisme.
  - Le nom de la secte des colons évoque explicitement celui de Jacob Hutter (1500-1536), organisateur des anabaptistes du Tyrol du sud et qui a donné son nom aux Hutterites.
- Liens externes :
  - Liste intégrale des publications de la nouvelle, sur iSFdb

### Le Temps des retrouvailles
- Titre original : Join Now
- Publication : Galaxy Science Fiction, décembre 1958 (sous le pseudonyme de Finn O'Donnevan) ; publication en France dans Galaxie n°63 (février 1959)
- Situation dans l'ouvrage : p. 199 à 247
- Résumé : Moyennant une importante rétribution, Alistair Crompton a accepté de subir une séparation de son esprit : une partie de celui-ci, concernant la libido et le raffinement, a été placée dans le corps-androïde d'Edgar Loomis ; une autre partie, bestiale et fruste, a été placée dans le corps-androïde de Dan Stack. Loomis part sur Mars, tandis que Stack se rend sur Vénus. Cinq années après la « Scission », le contrat étant venu à son terme, Crompton souhaite effectuer la « Réintégration », qui vise à récupérer ses deux parties précédemment expurgées. Il se rend sur Mars et rencontre Loomis, qui refuse dans un premier temps la Réintégration, préférant jouir des petits bonheurs de l'existence martienne. Mais Loomis, menacé de mort par l'époux d'une femme qu'il a séduite, ne voit d'autre moyen pour rester vivant que d'accepter la Réintégration, qui a lieu in extremis. Puis Crompton-Loomis se rend sur Mars, pour récupérer Dan Stack. Après de nombreux jours dans la jungle vénusienne, on apprend que Stack doit être pendu pour avoir assassiné son associé, un certain Barton Finch. Loomis supplie alors Crompton de ne pas réintégrer Stack : il ne veut pas que l'esprit d'un tueur sans scrupules cohabite avec eux ! Après des tergiversations, Crompton-Loomis se rendent là où Stack est emprisonné, pour apprendre que l’exécution aura lieu quelques heures après, et que Finch n’est pas encore mort. Crompton-Loomis parviennent de justesse à réintégrer Stack avant son exécution, mais découvrent que ce dernier, qui était innocent de la tentative de meurtre imputée, s'était lui-même scindé : Barton Finch était une partie de lui-même, c'est-à-dire une partie de Crompton-Loomis ! Les trois compères réunis dans le même corps parviennent à réintégrer l'esprit de Barton Finch quelques secondes avant son décès. Il n'y a plus, finalement, de Crompton, de Loomis, de Stack, de Finch, il y a un nouvel homme, fruit de la fusion de ces éléments de personnalité. La nouvelle se termine ainsi : « Ce corps, ancienne possession d'Alistair Crompton, d'Edgar Loomis, de Dan Stack et de Barton Finch, se leva. L'amalgame du sur-moi, de la libido et des deux primitifs avait, sous une tension extrême, produit un nouvel Ego — et en conséquence un autre homme. Il se dirigea vers la porte, se rendant brusquement compte qu'il devrait se trouver un nouveau nom. »
- Remarque : Barton Fink est le titre d'un film de Joel Coen, sorti en 1991.
- Liens externes :
  - Liste intégrale des publications de la nouvelle, sur iSFdb

### Les Spécialisés
- Titre original : Specialist
- Publication : Galaxy Science Fiction, mai 1953 ; publication en France dans Galaxie n°10 (août 1954)

### Tu brûles!
- Titre original : Warm
- Publication : Galaxy Science Fiction, juin 1953 ; publication en France dans Galaxie n°9 (juillet 1954)
- Situation dans l'ouvrage : p. 269 à 280
- Remarque : cette nouvelle relève du genre Fantastique, et non pas de la science-fiction
- Résumé : Dans le tréfonds de son cerveau, un homme entend une voix, qui l'appelle à l'aide. Puis cette voix va se faire plus présente, et lui montrer l'inanité des choses. Va s'ensuivre une lente et progressive dilution de l'esprit du héros : il va considérer les personnes et les choses qui l'entourent comme un Tout, puis comme des robots qui agissent aux ordres de stimuli sociaux, puis comme de simples assemblages d'atomes, puis comme des images vides de sens, puis comme du Rien. Son espace extérieur et ses sens vont se réduire, au point qu'il se retrouvera finalement seul, dans une sorte de « Grand Rien » vide et noir, dans lequel il ne sera qu'une seule voix, comme celle qu'il entendait au début du récit.
- Liens externes :
  - Liste intégrale des publications de la nouvelle, sur iSFdb

### Le Retour du guerrier
- Titre original : Warrior's Return
- Publication : Galaxy Science Fiction, novembre 1955 ; publication en France dans Galaxie n°31 (mai 1956)
- Situation dans l'ouvrage : p. 281 à 297
- Résumé : Frank Hibbs est un homme doté de pouvoirs parapsychiques extraordinaires ; il a beaucoup aidé son pays durant la grande guerre mondiale contre l'Union soviétique. Maintenant qu'il est de retour dans la petite ville de sa jeunesse, tout le monde le regarde « d'un drôle d'air ». Les gens, connaissant ses pouvoirs, lui posent des questions saugrenues ou lui demandent toutes sortes d'interventions, qu´elles soient médicales (pour sauver un proche atteint du cancer) ou financières (pour jouer en Bourse). Quand Hibbs refuse d'utiliser ses pouvoirs, on le traite de « Monstre », ce qui le perturbe profondément. C'est Willie Day, qui par des gestes d'amitié et par le fait de considérer Hibbs comme un être humain et non comme un monstre de foire, qui va lui remonter le moral et envisager avec lui les moyens de vivre normalement.
- Liens externes :
  - Liste intégrale des publications de la nouvelle, sur iSFdb

### Voulez-vous parler avec moi?
- Titre original : Shall We Have a Little Talk ?
- Publication : Galaxy Science Fiction, octobre 1965 ; publication en France dans Galaxie, deuxième série, n°28 (août 1966)
- Situation dans l'ouvrage : p. 298 à 324
- Remarque : la nouvelle a été proposée au prix Nebula 1966.
- Résumé : Jackson est un explorateur spatial qui doit prendre contact avec des extraterrestres d'une planète lointaine. Il est aussi un extraordinaire linguiste, doté de facultés exceptionnelles de communication avec les aliens. Posant son vaisseau sur la planète, il ne tarde pas à remplir la première partie de sa mission, à savoir faire connaissance avec les autochtones, qui paraissent au premier abord assez accueillants et inoffensifs. Au bout de quelques jours, il pense avoir compris la structure syntaxique de la langue véhiculaire parlée sur la planète et au bout de quelques semaines d'apprentissage, est capable de parler cette langue. Il doit alors passer à la mission n°2 : acheter un bien immobilier, quel qu'il soit, permettant ultérieurement à la Terre d'avoir un prétexte pour envahir, si elle le souhaite, la planète. Se rendant chez un agent immobilier, il se renseigne, et opte pour l'achat d'une entreprise. Au fil des conversations qu'il a avec l'agent immobilier, il constate que la langue, qu'il croyait si simple à manipuler, se trouve être d'une exceptionnelle difficulté. En effet, les règles de grammaire et de conjugaison qu'il croyait immuables souffrent d'innombrables exceptions, et Jackson peine à comprendre les subtilités de la langue. Il découvre en fin de compte que cette langue change de nature au fil des jours et qu'elle n'a aucune stabilité. Ceci a pour conséquence qu'il est impossible d'élaborer des échanges rationnels et durables avec ces extraterrestres. C'est bien la première fois qu’il fait ce constat ! Très dépité, il quitte la planète. Dans la dernière page du récit, on constate que Jackson avait vu juste et qu'effectivement les extraterrestres ont une langue qui évolue. S'ensuit une discussion des édiles de la ville, qui discutent entre eux sur le départ de Jackson, sans que le lecteur comprenne ce qu'ils se disent !
- Liens externes :
  - Liste intégrale des publications de la nouvelle, sur iSFdb

### La Foi, l'espérance et l'éternité
- Titre original : What a Man Believes
- Publication : Fantastic, décembre 1953
- Situation dans l'ouvrage : p. 325 à 334
- Résumé : Archer, qui durant son existence a commis beaucoup de fautes, se retrouve en Enfer. Or là-bas, comme partout, on a le choix : le Diable, sous la forme d'un fonctionnaire terne, lui propose de choisir sa damnation. Le premier choix est celui de la Grande Torture avec bourreaux à cagoules noires, fers rouges, brodequins d'acier, roue de supplice, etc. Le deuxième choix est le fait d'escalader une montagne pour l'éternité, avec le risque à chaque seconde de plonger dans la falaise, dans le vide. Le troisième choix est celui d'un navire naviguant pour l'éternité en pleine brume dans un océan mystérieux, entouré de flots gris. Le quatrième choix est celui d'un ouvrier qui, dans une usine, doit tourner des boulons provenant d'un tapis roulant sans fin. Le cinquième choix est celui d'un homme, armé d'une épée, qui est attaqué sans cesse par des loups furieux. On demande à Archer quel destin il préfère, sachant que le damné ne doit sous aucun prétexte abandonner son triste sort. Archer choisit la damnation du navire. Il se retrouve immédiatement dans un petit navire : il n'y a ni gouvernail, ni provisions, ni choses à faire ou à voir. Les heures, les jours, les semaines, les mois passent, sans avoir rien à faire. Archer décide alors de passer par-dessus bord dans la mer grise. Au moment où il est dans l’eau, il constate avec surprise que les brumes s'écartent : il était tout près du rivage ! Il s'agissait d'une épreuve diabolique : il y avait une fin à son épreuve ! Il s'efforce d'atteindre la rive, mais sans succès. Il s'enfonce dans les eaux. Et que va-t-il trouver au fond des eaux, lui qui ne croyait pas en la fin de l’Enfer ? La dernière ligne de la nouvelle est la suivante : « Qu'était-il réservé à ceux sans espoir et sans foi ? La chambre de torture, évidemment. ».
- Liens externes :
  - Liste intégrale des publications de la nouvelle, sur iSFdb